# 愛妳更多
《愛妳更多》，是英國-愛爾蘭男子團體1世代的一首歌曲，收錄於他們的第1張錄音室專輯《青春無敵》中。歌曲由杰米·斯科特創作，製作則由布蘭恩·羅琳和保羅·米漢完成。歌曲的風格是原流行，運用了合成器製作，歌詞與暗戀相關。2012年5月25日，歌曲作為專輯的第4支單曲由賽科音樂數位發行。
《愛妳更多》在發行後獲得了評論的好評，但商業成績並不突出，只登上了少數幾個國家的單曲榜單。歌曲的音樂錄影帶由安迪·桑德斯導演，錄影帶展示了團體在青春無敵巡迴演唱會中表演本歌曲的片段。1世代在青春無敵巡迴演唱會和青春滿屋巡迴演唱會都表演了本歌曲。

## 背景與創作
2010年，1世代正式成立，並在《X音素》第7季的決賽取得了第3名的成績。賽後，1世代與賽科音樂正式簽約。2011年1月，團體開始錄製他們的首張錄音室專輯《青春無敵》。2011年2月，團體與其他的參賽者共同開展了X音素巡迴演唱會。4月，巡演結束後，團體再次投身專輯錄製工作中。2012年5月初，索尼音樂澳大利亞正式宣佈《愛妳更多》成為專輯的第4支單曲，並在5月25日通過數位下載的平台發行了單曲。與歌曲的錄音室版本一起數位發行的還有歌曲的現場表演版本與《妳如此美麗》、《非妳莫屬》和《青春無敵》三首其它歌曲。
歌曲由杰米·斯科特創作，製作則由布蘭恩·羅琳和保羅·米漢完成。歌曲的風格是原流行，時長3分48秒。1世代在歌曲中的音域範圍是F3到A4。 歌曲以C大調創作，拍號為每分鐘70拍的中等速度。 歌曲的演奏樂器有吉他、鋼琴和合成器等。歌曲開頭的原音吉他借鑒了強納斯兄弟的歌曲《Make It Right》，副歌部分則由合成器演奏。 歌曲的歌詞與暗戀相關。

## 反響
《數碼間諜》的羅伯特·科普西稱很驚訝團體“帶來這樣一首相當好的民謠的能力”，並稱團體是近年來最棒的男子團體之一。《太陽報》的戈登·斯马特稱歌曲“幾乎就是”一首獨立歌曲，并稱讚了歌曲的高音部分。《告示牌》的傑森·利普夏特茲將歌曲比作“1世代版的《All I Have to Give》”并稱合成器演奏部分讓歌曲的副歌加分不少。部分媒體對歌曲有負面評價，PopMatters的編輯扎卡里·霍爾批評歌曲雜亂無章，並稱歌曲“有點讓人發膩”，像“90年代前輩”的歌曲一般。
截至2012年8月，歌曲是1世代在英國第5暢銷的歌曲。雖然歌曲最高僅在澳大利亚单曲榜排行第49，但歌曲以35,000份銷量被澳大利亞唱片業協會認證為金唱片。在愛爾蘭，歌曲最高排位第39，是1世代第4支進入爱尔兰单曲榜前40的單曲。歌曲亦以10,000份銷量被國際唱片業協會挪威認證為白金唱片。

## 宣傳

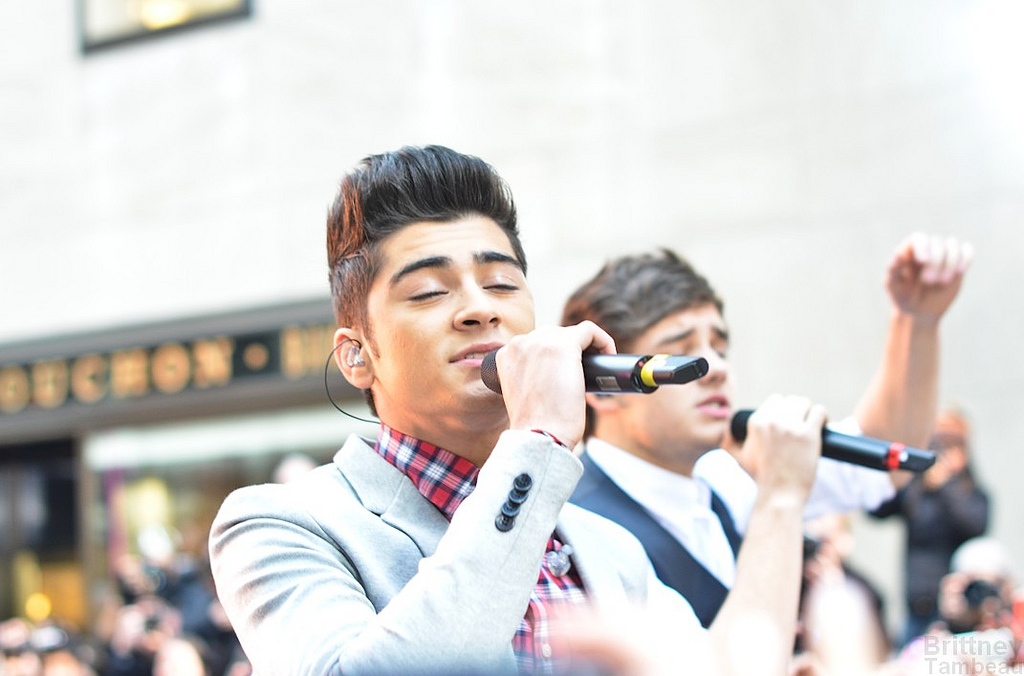
贊恩·馬利克與連恩·佩恩在洛克斐勒中心表演《愛妳更多》。

歌曲的音樂錄影帶由安迪·桑德斯導演，於2012年1月在伯恩茅斯國際中心拍攝。錄影帶展示了1世代在青春無敵巡迴演唱會中表演本歌曲的片段。2012年5月9日，索尼音樂澳大利亞通過Twitter宣佈錄影帶將在5月11日首播，并發佈了錄影帶的30秒預覽片段。5月11日，錄影帶首播。5月28日，1世代的首張錄影帶專輯《青春無敵：尖叫演唱會》發行，其中就收錄了這部音樂錄影帶。
2012年3月12日，1世代出席NBC電視節目《今天》，在洛克斐勒中心表演了《愛妳更多》、《神奇的魔力》和《妳如此美麗》三首歌曲。 表演時現場廣場聚集了大約15,000名粉絲。1世代在他們的2場巡演都表演了本歌曲，包括青春無敵巡迴演唱會和青春滿屋巡迴演唱會。Canoe.ca的珍·史蒂芬孫將《愛妳更多》在莫尔森加拿大露天剧场的表演列為該場最佳表演。

## 榜單成績與銷售認證

### 榜單
| 榜單 （2012年）                      | 最高 排位 |
| ------------------------------------ | --------- |
| 澳大利亚（澳大利亚唱片业协会單曲榜） | 49        |
| 愛爾蘭（愛爾蘭唱片音樂協會单曲榜）   | 39        |
| 韓國（加翁国际歌曲榜）               | 58        |
| 英國（官方榜单公司单曲榜）           | 86        |

| 國家                            | 銷售認證 |
| ------------------------------- | -------- |
| 澳大利亞 （澳大利亞唱片業協會） | 金       |
| 挪威 （IFPI挪威）               | 白金     |

## 外部連結
YouTube上的官方音樂錄影帶